# Palazzo Torlonia alla Lungara
Il palazzo Torlonia alla Lungara è un edificio neoclassico di Roma, situato a via della Lungara a Trastevere, tra porta Settimiana e palazzo Corsini.
Il luogo è famoso per aver ospitato il Museo Torlonia, parzialmente riaperto nel 2016. Attualmente è un edificio di appartamenti.

## Storia

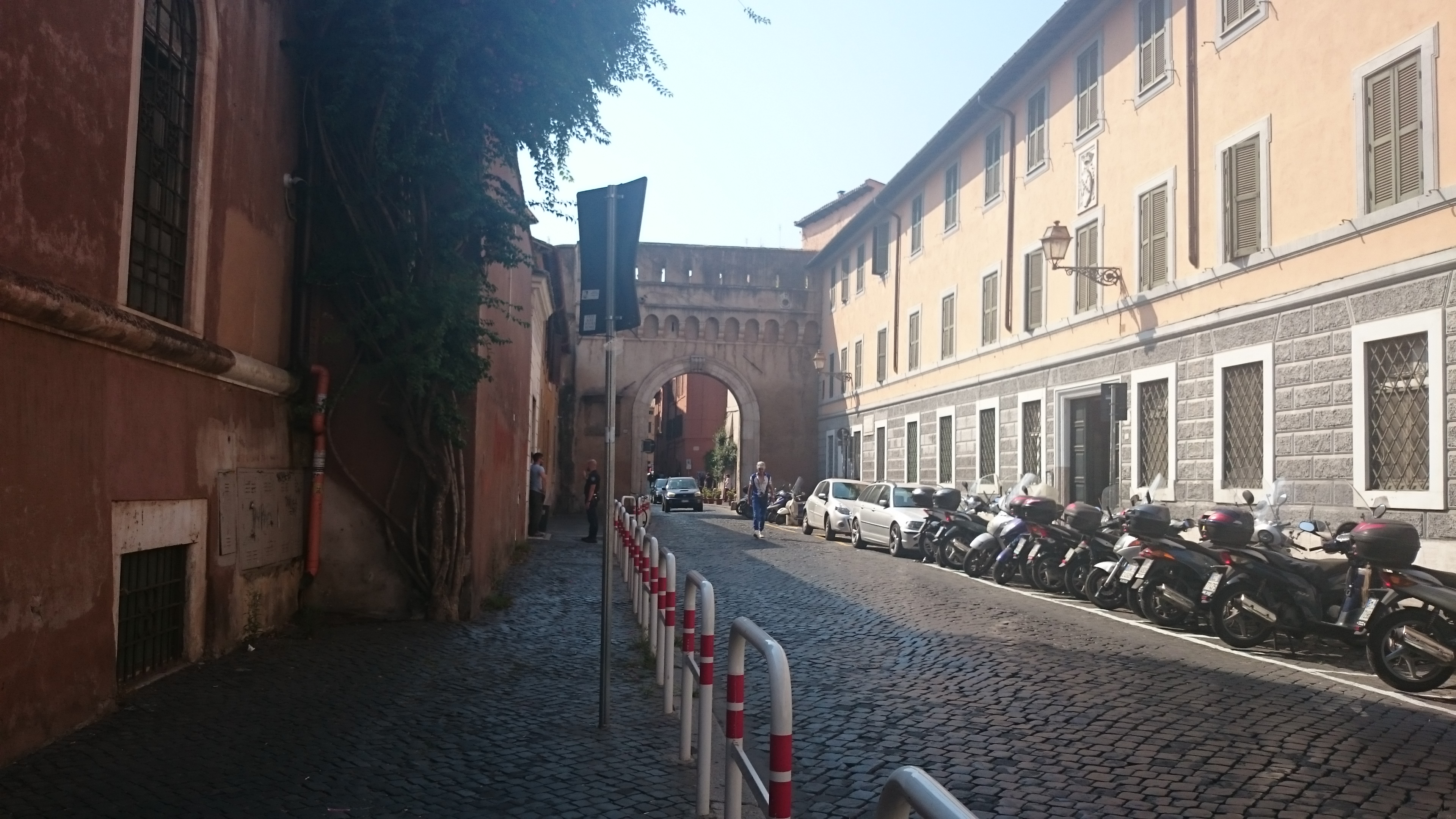
Vista del palazzo, sulla destra, verso la porta Settimiana visibile sullo sfondo.

La struttura originaria di questo palazzo risale al XVII secolo, quando esisteva un magazzino di un mulino che utilizzava l'acqua portata al Gianicolo dall'acquedotto dell'Acqua Paola per muovere le sue macine. L'edificio fu acquistato nel XIX secolo dalla famiglia Torlonia.
I Torlonia lo adattarono a residenza della famiglia, anche considerato che già possedevano un palazzo, su Via della Conciliazione, e l'ormai demolito Palazzo Torlonia in Piazza Venezia (dove oggi si trova il Palazzo delle Assicurazioni Generali).
Il palazzo, all'angolo con Via Corsini, dove si trova un ingresso secondario, ha due ordini di finestre con semplice cornice oltre al piano terra, che è separato da un cornicione marcapiano.
Sulla facciata bugnata del piano terra si apre un portale affiancato da finestre incorniciate e sbarrate; analoga decorazione ha il prospetto su via Corsini.
Tra il primo e il secondo piano è collocato lo stemma della famiglia Torlonia, con due comete separae da una fascia.
Nel 1859, per ordine di Alessandro Torlonia, l'interno del palazzo fu trasformato in un museo per ospitare la famosa Collezione Torlonia, una ricca collezione d'arte, all'epoca il più grande museo privato di Roma.
I Torlonia si distinsero nella storia della città nei primi anni dell'Ottocento per aver accumulato un'enorme fortuna grazie alle loro attività commerciali e finanziarie.
Fecero come molti banchieri, prestando denaro in cambio di garanzie, ma, come novità accettarono anche in cambio delle opere d'arte: tutte le grandi famiglie di Roma dovevano soldi ai Torlonia, che ampliarono notevolmente la loro collezione.
Inoltre, opere pervennero loro anche da scavi archeologici effettuati nelle varie proprietà della famiglia, in particolare nella Villa dei Quintili, la più grande villa della periferia di Roma, che fu acquisito dallo Stato italiano solo nel 1985.
Secondo l'unico catalogo conosciuto, redatto da Pietro Ercole Visconti a cavallo tra gli anni 1870 e 1880, nel palazzo erano ospitate più di 530 sculture di inestimabile valore.
Negli anni 1960, sulla base di un'autorizzazione a rifare il tetto del palazzo, il principe Alessandro Torlonia modificò completamente il palazzo, trasformando la struttura in un edificio con 93 appartamenti singoli, e trasferì la collezione fino a quel momento esposta in altre proprietà di famiglia, non aperte al pubblico.
Dopo decenni di conflitti tra la famiglia e il governo italiano, nel 2018 è stata inaugurata una nuova mostra con circa 90 tra le sculture più rappresentative della collezione, ora rappresentata dalla Fondazione Torlonia.